# Carioca (Loredana Bertè)
Carioca è l'undicesimo album in studio della cantante italiana Loredana Bertè, pubblicato nel 1985 dalla CBS in versione LP e ristampato in CD dalla CBS.

## Descrizione
L'album è interamente costituito da cover in lingua italiana di canzoni del musicista brasiliano Djavan, di cui aveva già cantato Jazz, dall'omonimo album del 1983 (titolo originale Sina) e Petala, dall’album Savoir faire del 1984: fu presentato nel corso del Festivalbar durante l'estate di quell'anno. Il videoclip per l'unico singolo estratto, Acqua, costituiva la sigla della relativa trasmissione. Il 45 giri è stato pubblicato con un altro brano del disco, Banda clandestina, accompagnato anch'esso da un videoclip utilizzato come sigla del programma.
Secondo la classifica pubblicata da TV Sorrisi e Canzoni, l'album ha raggiunto la posizione numero 6 della top 50, con una permanenza di 20 settimane. Le vendite, secondo le stime del settimanale, si aggirano intorno alle 150 000 copie.
La composizione dei testi in italiano è affidata a Enrico Ruggeri, tranne due brani affidati a Bruno Lauzi, lo stesso singolo Acqua e il brano di chiusura La tigre e il cantautore, entrambi accompagnati da un coro di bambini.
L'album è stato registrato tra febbraio e aprile 1985 agli studi Il Mulino, Idea Recording e Milano Studio, di Milano, Morning Studio di Castello di Carimate, Som Livre Studios di Rio de Janeiro e Sterling Sound di New York.
Nel 2022 torna sul mercato in vinile di colore giallo, mentre il 17 maggio 2025 viene pubblicato per la prima volta sulle piattaforme di streaming e download digitale. 

## Tracce
1. Intro – 0:37 (Loredana Bertè, Djavan)
2. Banda clandestina – 3:07 (Enrico Ruggeri, Djavan)
3. Topazio – 4:32 (Enrico Ruggeri, Djavan)
4. Seduzir (Una favola trascina il mondo) – 2:36 (Enrico Ruggeri, Djavan)
5. Iris (Cerchi concentrici) – 3:04 (Enrico Ruggeri, Djavan)
6. Acqua – 4:18 (Bruno Lauzi, Djavan)
7. Esquinas (Qualcosa ci porta lontano) – 4:10 (Enrico Ruggeri, Djavan)
8. Transe (Canto che naviga) – 3:43 (Enrico Ruggeri, Djavan)
9. Samurai – 3:13 (Enrico Ruggeri, Djavan)
10. Infinito – 3:46 (Enrico Ruggeri, Djavan)
11. La tigre e il cantautore – 4:11 (Bruno Lauzi, Djavan)

## Formazione
- Loredana Bertè – voce
- Paolo Gianolio, Romano Trevisani – chitarra elettrica
- Elio Rivagli – batteria
- Lincoln Olivetti, Danilo Madonia – tastiera
- Guido Guglielminetti – basso
- Giuseppe Zanca, Fernando Brusco – tromba
- Giancarlo Giannini – trombone
- Claudio Scansani – sassofono tenore
- Andrea Innesto – sax alto